# Jutta Oltersdorf
Jutta Oltersdorf, nach Heirat Jutta Kleinwächter, (* 17. April 1956 in Köndringen) ist eine ehemalige deutsche Kunstturnerin, die zweimal an Olympischen Spielen teilnahm.

## Leben
Jutta Oltersdorf vom TB Emmendingen belegte bei den Weltmeisterschaften 1970 mit der deutschen Mannschaft den achten Platz. 1971 gewann sie bei den Deutschen Meisterschaften vier Titel. Neben dem Titel im Mehrkampf siegte sie auch am Boden, am Schwebebalken und am Stufenbarren. Bei den Europameisterschaften 1971 belegte sie den siebten Platz im Mehrkampf und den sechsten Platz am Stufenbarren. 1972 bei den Olympischen Spielen 1972 in München belegte sie mit der deutschen Riege den achten Platz. In der Mehrkampfqualifikation erreichte sie den 35. Platz.
Nach den Olympischen Spielen 1972 hörte sie mit dem Leistungssport auf, kehrte aber nach einem Jahr zurück. Bei den Olympischen Spielen 1976 in Montreal belegte sie mit der Mannschaft den siebten Rang. Im Mehrkampf kam sie auf den 23. Platz.